# Mavricij Karl Lenardič
Mavricij Karl Lenardič (tudi Marek Lenardič, Maurizius Karl, Maurizius Karl Lenarditsch), slovenski komunist, politolog, * 29. junij 1947, Koroška Bela.
Generalni sekretar KPS in Fronte. Je ustanovitelj več slovenskih gibanj in organizacij civilne družbe kot so: Meščanska zelena stranka,  Napredna narodna stranka centra, Ekološki zbor, Human Rights Slovenian Movement, Sindikat Napredna narodna unija in drugo.
Obiskoval je Visoko šolo za politične vede, Ljubljana, Fakulteto za sociologijo, politične vede in novinarstvo Ljubljana (diplomiral iz politologije), Diplomatsko akademijo Dunaj v Avstriji (D.A.), Univerzo Rostock (dr. phil.) v Nemčiji in Univerzo v Zagrebu na Hrvaškem.

## Izdana dela
- Curriculum vitae. 2013. COBISS 269048064. ISBN 978-961-281-167-9.
- Fronta. 2012. COBISS 262223104. ISBN 978-961-93129-5-7.
- Human Rights, človeške pravice v Sloveniji (Velika edicija).
- Moderna zgodovina Slovenije I, II. 2011. COBISS 254013184. ISBN 978-961-269-376-3.
- Kljub vsem težavam in obveznostim ne pozabimo na zdravje : civilizacijske bolezni in metode naravnega zdravljenja. 2001. COBISS 262223104. ISBN 961-90944-2-5.
- Grupe pritiska. 2013. COBISS 256992000. ISBN 978-961-93123-3-9.
- Eseji. 1990. COBISS 27157249.
- Uvod v humanekologijo. 2011. COBISS 257113088. ISBN 978-961-93129-0-2.
- Humanekologija. 1988. COBISS 23556353.
- Ekološka misel : zlata pravila življenja. 1989. COBISS 7437056.
- Happy Days in DDR. 2012. COBISS 260247552.
- Studien zum Situationsverständnis der Soziologie der Bürgerlichen Parteien : Faktionen = pressure groups. 2011. COBISS 257442048. ISBN 978-961-93129-2-6. (v nemščini)
- Rasna diskriminacija. 2011. COBISS 256993280. ISBN 978-961-93123-6-0.
- Lenardič, Darja; Lenardič, Marek (2005). Zlata pravila življenja : zbirka izrekov. COBISS 217118976.
- Ekologija in divja industrijska družba. 2004. COBISS 128297984. ISBN 961-90944-4-1.
- Sociološka pitanja ekologije s posebnim osvrtom na Jugoslaviju (Univerza Zagreb). Zagreb. 1974.
- Politični organizmi : o političnih strankah s posebnim ozirom na skupine pritiska, lobije in interesne skupine v moderni meščanski družbi. 1988.
- Ekologija in industrijska družba. 1987. COBISS 2494469.

Pravljice
- Lenardič, Darja; Lenardič, Marek; Bevk, France Kleinmayr; Ferdo Strniša; Gustav Hafner; Krista Gajšek, Vladimir (1996). Slovenske pravljice. COBISS 59180800.
- Lenardič, Darja; Lenardič, Marek (1985). Petnajst pravljic. COBISS 69406.
- Bevk, France; Lenardič, Marek (2012). Šestnajst pravljic. COBISS 9498013.
- Lenardič, Darja; Lenardič, Marek (2012). Ekološke pravljice. COBISS 5975445.
- Lenardič, Darja; Lenardič, Marek (1985). Deset pravljic. COBISS 1291038.
- Lenardič, Darja; Lenardič, Marek (1993). Mala knijga pravljic. COBISS 973879.